# Požar (Dečani)
Pour les articles homonymes, voir Požar.
Pozhar en albanais et Požar en serbe latin (en serbe cyrillique : Пожар) est une localité du Kosovo située dans la commune/municipalité de Deçan/Dečani, district de Gjakovë/Đakovica (Kosovo) ou de Pejë/Peć (Serbie). Selon le recensement kosovar de 2011, elle compte 424 habitants.

## Histoire
Dans le village, la mosquée et la tour-résidence de Dema Ali sont proposées pour une inscription sur la liste des monuments culturels du Kosovo.

## Démographie

### Évolution historique de la population dans la localité
| 1948 | 1953 | 1961 | 1971 | 1981 | 1991 | 2011 |
| ---- | ---- | ---- | ---- | ---- | ---- | ---- |
| 249  | 262  | 314  | 393  | 488  | 553  | 424  |

|  |

### Répartition de la population par nationalités (2011)
En 2011, les Albanais représentaient 93,16 % de la population et les Ashkalis 6,84 %.